# Manfred Weißbecker

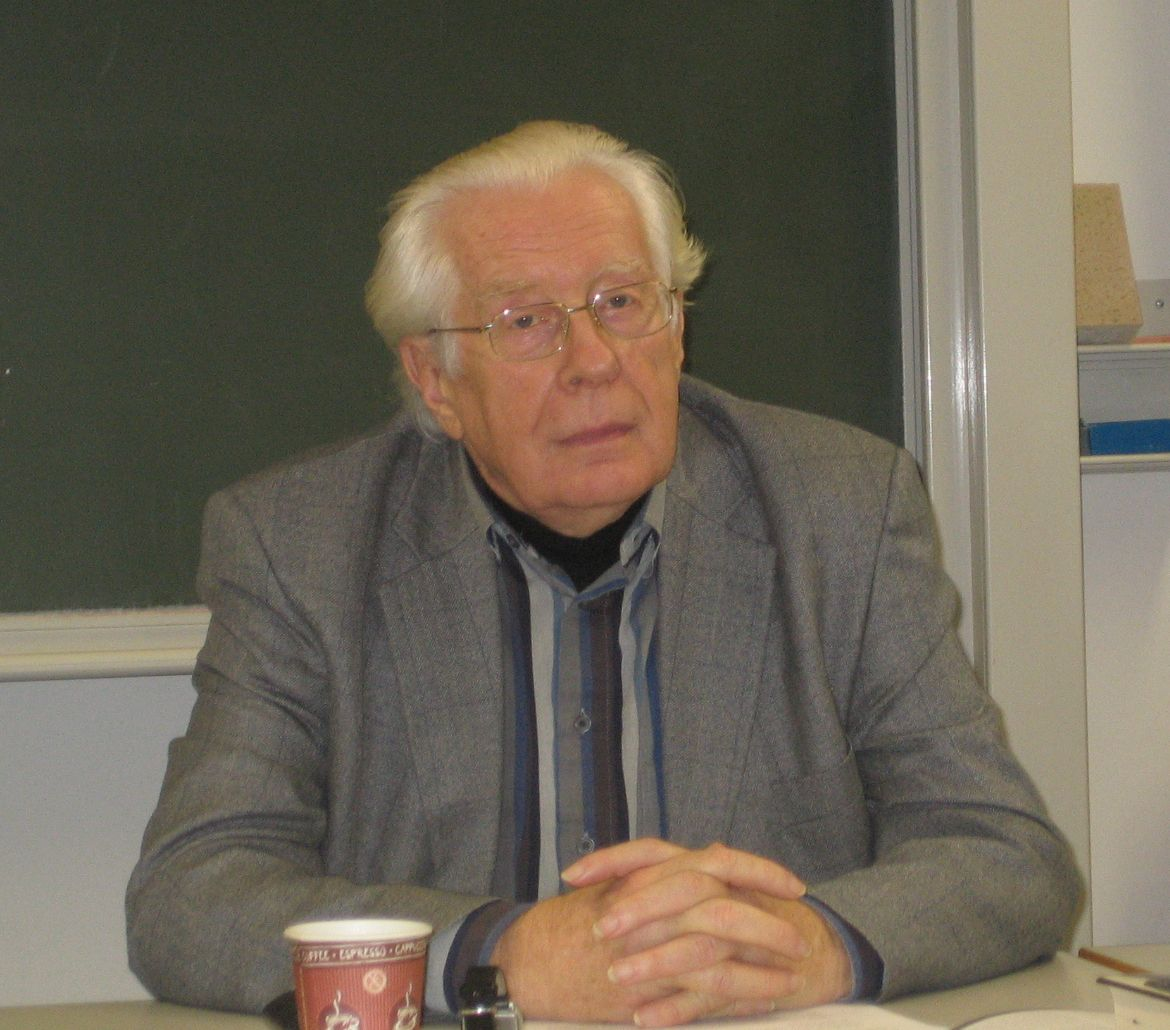
Manfred Weißbecker 2007

Manfred Weißbecker (*  8. Februar 1935 in Chemnitz) ist ein deutscher marxistischer Historiker.

## Leben und Beruf
Manfred Weißbecker studierte Geschichte, Germanistik und Pädagogik an der Friedrich-Schiller-Universität (FSU) in Jena und arbeitete nach Abschluss seines Studiums als Mitarbeiter dort am Historischen Institut. 1962 wurde er an der Universität Jena mit der Arbeit Die Kommunistische Partei Deutschlands im Kampf gegen die faschistische Diktatur in Thüringen 1933 bis 1935 zum Dr. phil. promoviert. Im Jahr 1963 war Weißbecker Parteisekretär der SED-Grundorganisation der Historiker. Später wurde er zum Professor für Geschichte an die FSU berufen, wo er sich 1967 mit der Arbeit Untersuchungen über die Auswirkungen der Großen Sozialistischen Oktoberrevolution und der Novemberrevolution auf die Parteien und das Parteiensystem des deutschen Imperialismus in den Jahren 1917 bis 1923 habilitiert hatte. Nach der Wende wurde Weißbecker 1992 in den Ruhestand versetzt. Er war einer der Initiatoren zur Gründung des „Jenaer Forums für Bildung und Wissenschaft e. V.“, heute Bestandteil der Rosa-Luxemburg-Stiftung Thüringen, deren Vorsitzender er lange Jahre war.
Weißbecker war 57 Jahre mit Ehefrau Bärbel verheiratet, die 2013 verstarb. Er ist der Vater seiner Tochter Ines.

## Forschungsgebiete
Weißbecker hat zahlreiche Studien im Bereich der Faschismusforschung zum Widerstand sowie zur Geschichte der deutschen Arbeiterbewegung veröffentlicht. Er ist ein ausgewiesener Spezialist für die Parteiengeschichte und Parteienforschung, welche er mit zahlreichen Publikationen und Aufsätzen mitgestaltete. So hatte er großen Anteil am zwischen 1968 und 1970 erschienenen Handbuch: Die bürgerlichen Parteien in Deutschland 1830–1945 sowie am vierbändigen: Lexikon zur Parteiengeschichte sowie an der ersten umfassenden Darstellung der NSDAP  in Kooperation mit Kurt Pätzold: Hakenkreuz und Totenkopf. Die Partei des Verbrechens (1982), welche später als Geschichte der NSDAP – 1920–1945 (1998) wieder aufgelegt wurde.

## Veröffentlichungen (Auswahl)

### Monographien
- Gegen Faschismus und Kriegsgefahr. Ein Beitrag zur Geschichte der KPD in Thüringen 1933–1935. Erfurt 1967.
- Entteufelung der braunen Barbarei. Zu einigen neueren Tendenzen in der Geschichtsschreibung der BRD über Faschismus und faschistische Führer. Berlin 1975.
- Flucht nach Weimar 1918–1919. (= Illustrierte historische Hefte. Heft 25), Deutscher Verlag der Wissenschaften, Berlin 1980, DNB 820114952.
- mit Kurt Pätzold: Hakenkreuz und Totenkopf. Die Partei des Verbrechens. Berlin 1981; ebenfalls als: Geschichte der NSDAP: 1920–1945. Pahl-Rugenstein, Köln 1981; 3. Auflage Papyrossa Verlag, Köln 2009, ISBN 978-3-89438-406-7.
- Wider den Krieg. 7 Jahrzehnte im Zeichen sozialistischer Friedenspolitik. Jena 1987.
- mit Kurt Pätzold: Adolf Hitler. Eine politische Biographie. Militzke-Verlag, Leipzig 1995, ISBN 3-86189-162-X.
- mit Kurt Pätzold: Stufen zum Galgen. Lebenswege vor den Nürnberger Urteilen. Leipzig 1996.
- mit Kurt Pätzold: Rudolf Heß. Der Mann an Hitlers Seite. Leipzig 1999.
- Das Firmenschild: Nationaler Sozialismus. Der deutsche Faschismus und seine Partei. Papyrossa Verlag, Köln 2011, ISBN 978-3-89438-467-8.
- Weimarer Republik, Papyrossa Verlag, Köln 2015, ISBN 978-3-89438-572-9.
- Noch einmal über die Bücher gehen. Texte aus einem geteilten Historikerleben. Papyrossa Verlag, Köln 2020, ISBN 978-3-89438-723-5.

### Herausgeberschaften
- Macht und Ohnmacht der Weimarer Republik. Berlin 1990.
- Erinnerungen an Gerhard Riege. Gedächtnisschrift. Jena 1995.
- Gewalten, Gestalten, Erinnerungen. Beiträge zur Geschichte der FSU Jena in den ersten Jahren nach 1945. Jena 2002.
- Rot-rote Gespenster in Thüringen. Demokratisch-sozialistische Reformpolitik einst und heute. Jena 2004.
- mit Kurt Pätzold: Kleines Lexikon historischer Schlagwörter. Leipzig 2005.
- mit Kurt Pätzold: Schlagwörter und Schlachtrufe (= Digitale Bibliothek. Band 143), Digital Publishing, Berlin 2006, ISBN 978-3-89853-843-5.
- Hoffnungen, Enttäuschungen, neue Erfahrungen. Deutsche Hochschullandschaft in der „Wende“. Das Beispiel Friedrich-Schiller-Universität. Jena 2007.
- November 1918. Gesellschaftliche Veränderungen und Zukunftsentscheidungen. Jena 2009.

### Aufsätze in derWissenschaftlichen Zeitschrift der Friedrich-Schiller-Universität Jena (Gesellschafts- und sprachwissenschaftliche Reihe)(1960–1987)
| Aufsatztitel | Jahrgang | Erscheinungsjahr | Heftnummer | Seitenzahlen |
| --- | -------- | ---------------- | ---------- | ------------ |
| Vom ersten zum zweiten Weltkrieg. Zu einigen Aspekten der konterrevolutionären und antisowjetischen Politik des deutschen Imperialismus und Militarismus 1917/18–1941                            | 36       | 1987             | 2          | S. 247–257   |
| Die „Zeitgeschichtlichen Kontroversen“ Karl Dietrich Brachers – ein antikommunistischer Zerrspiegel der Geschichte und Theorie des Faschismus                                                    | 28       | 1979             | 2          | S. 291–303   |
| Bemerkungen zu einigen aktuellen Lehren der marxistisch-leninistischen Bündnispolitik in der antifaschistischen deutschen Widerstandsbewegung 1933 bis 1945                                      | 25       | 1976             | 4/5        | S. 577–584   |
| Bemerkung zur Analyse des Faschismus durch die Kommunistische Internationale in den Jahren 1922 bis 1935                                                                                         | 23       | 1974             | 6          | S. 841–852   |
| Humanistisches Bekenntnis und aktive Tat. Zu Heinrich Manns Kampf an der Seite der KPD für die antifaschistische deutsche Volksfront in den dreißiger Jahren                                     | 21       | 1972             | 2          | S. 321–330   |
| Zu einigen aktuellen Problemen der politischen und ideologischen Auseinandersetzung mit dem Neonazismus und dem Rechtskartell in der westdeutschen Bundesrepublik                                | 20       | 1971             | 6          | S. 65–76     |
| Die Novemberrevolution 1918 in Deutschland – Vermächtnis und Lehren | 19       | 1970             | 2          | S. 277–294   |
| Kontinuität und Wandel der bürgerlichen Parteien in der Auseinandersetzung zwischen Imperialismus und Sozialismus                                                                                | 18       | 1969             | 3          | S. 25–44     |
| Bürgerliche Parteien und Novemberrevolution | 17       | 1968             | 4          | S. 403–411   |
| Zur Herausbildung extrem antikommunistischer Organisationen und der „antibolschewistischen“ Propaganda in Deutschland während der ersten Jahre nach der Großen Sozialistischen Oktoberrevolution | 16       | 1967             | 4          | S. 491–500   |
| Die bürgerlichen Parteien und die politische Reaktion in der Weimarer Republik | 14       | 1965             | 2          | S. 211–221   |
| Die erste Etappe des antifaschistischen Widerstandskampfes der Kommunistischen Partei Deutschlands in Thüringen (Januar 1933 bis Mai 1933)                                                       | 10       | 1960/61          | 4          | S. 557–579   |

### Aufsätze in der Zeitschrift „Jenaer Beiträge zur Parteiengeschichte (JBP)“ (1964–1986)
| Aufsatztitel | Heftnummer | Erscheinungsjahr | Seitenzahlen      |
| --- | ---------- | ---------------- | ----------------- |
| Zur Tätigkeit der Arbeitsgemeinschaft „Geschichte der bürgerlichen Parteien in Deutschland von ihren Anfängen bis zur Gegenwart“ | 6          | 1994             | S. 80–89          |
| Erste Bemerkungen zur Funktion politischer Parteien im staatsmonopolistischen Herrschaftssystem | 11         | 1965             | S. 111–126 [1–10] |
| Zur Rolle und Funktion der bürgerlichen Parteien und der Parteisysteme unter den Bedingungen der allgemeinen Krise des Kapitalismus | 22         | 1968             | S. 12–31          |
| Zur Frage des Parteiensystems und der führenden bürgerlichen Parteien in der Weimarer Republik | 23         | 1968             | S. 64–72          |
| Methodologische Probleme einer Analyse des Verhältnisses zwischen der deutschen Sozialdemokratie und nichtproletarischen demokratischen Kräften | 26–27      | 1970             | S. 67–80          |
| Zur Erforschung und Darstellung des antifaschistischen Widerstandskampfes nichtproletarischer demokratischer Kräfte 1933–1945 | 28         | 1971             | S. 66–82          |
| Bündnispolitik und Bündnispartner der revolutionären deutschen Arbeiterbewegung. Bemerkungen zu ihrer Entwicklung unter dem Einfluß der Großen Sozialistischen Oktoberrevolution und der marxistisch-leninistischen Weltanschauung bis zum Ende des Zweiten Weltkrieges | 34–35      | 1973             | S. 92–110         |
| Sie kämpften und starben, aber sie werden niemals vergessen sein (Gedanken zum 30. Jahrestag der Ermordung von Hans und Sophie Scholl am 22. Februar 1943) | 36         | 1974             | S. 4–27           |
| Thesen zu Rolle und Funktion der NSDAP im staatsmonopolistischen Herrschaftssystem des faschistischen deutschen Imperialismus | 37–38      | 1976             | S. 1–39           |
| Imperialistische Herrschaftsformen und extrem reaktionäre Organisationen. Ursachen, Möglichkeiten, Formen und Grenzen ihres Einflusses auf die werktätigen Massen | 42         | 1977             | S. 5–39           |
| Zu einigen Problemen des antifaschistischen Widerstandskampfes der KPD und der Entwicklungstendenzen in der Massenbasis des faschistischen deutschen Imperialismus | 46         | 1984             | S. 43–55          |
| Die nationalistisch-revanchistische „Deutschtumspolitik“ in der Geschichte des deutschen Imperialismus (Thesen) | 48         | 1986             | S. 6–28           |